# EXTENSION (アルバム)
『EXTENSION』（エクステンション）は、DA PUMPのリード・ボーカル、ISSAの1枚目のアルバムである。2003年5月21日発売。
コピーコントロールCD。

## 概要
ISSA本人と交流の深い12名が楽曲提供をしている。ISSAは「作家陣から見た俺のイメージをそのまま曲にしてもらいました」とコメントしている。

## 収録曲
1. FIGHT THE FUTURE
  - 作詞・作曲：甲斐よしひろ
2. PLAY,THIS,SATISFY
  - 作詞：m.c.A・T／作曲：富樫明生
3. Sweet surrender
  - 作詞：村上てつや, 山田ひろし／作曲：村上てつや, 北山陽一
4. Under the sky
  - 作詞：藤井フミヤ, ISSA／作曲：藤井フミヤ
5. Shape of Love
  - 作詞：今井了介／作曲：久保田利伸
6. Groovy
  - 作詞：Gross／作曲：後藤次利
7. Going down into you
  - 作詞：只野菜摘, 北山陽一／作曲：北山陽一
8. 君へ
  - 作詞：玉城ちはる,ISSA／作曲：ちはる
9. GET BACK MY SOUL
  - 作詞：沢ちひろ／作曲：土橋安騎夫
10. 流星RIDE
  - 作詞：ISSA／作詞：呉龍彦／作曲：D・A・I
11. Crazy for you
  - 作詩：安岡優／作曲：黒沢薫
12. Breakin'Away
  - 作詞・作曲：横山輝一
13. LUV is Forever
  - 作詞・作曲：R・K
14. 生きてる途中
  - 作詞・作曲：財津和夫